# Beilstein (Rijnland-Palts)

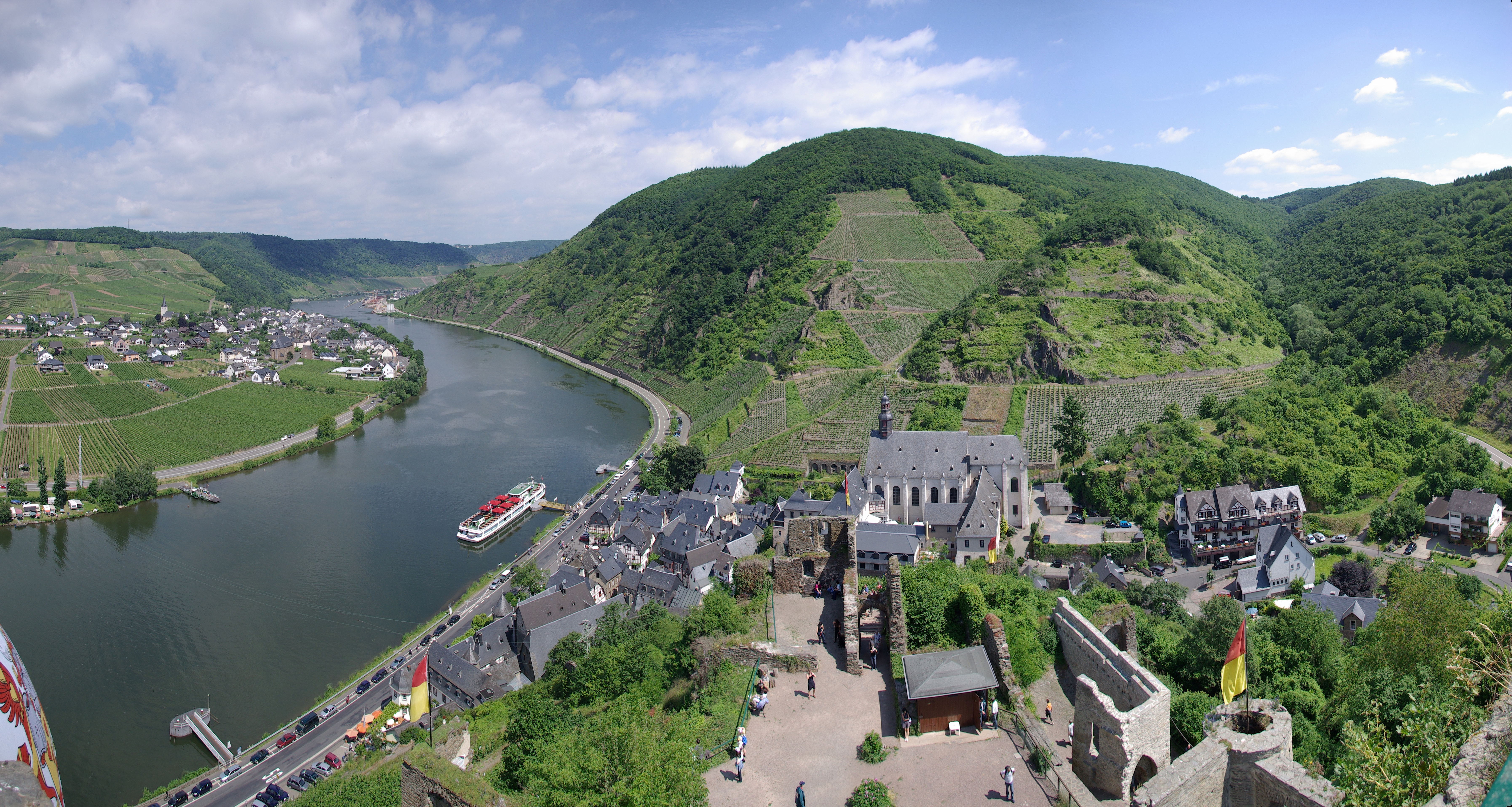
Gezicht vanaf kasteel Metternich

Beilstein is een plaats in de Duitse deelstaat Rijnland-Palts en maakt deel uit van de Landkreis Cochem-Zell.

## Bestuur
De plaats is een Ortsgemeinde en maakt deel uit van de Verbandsgemeinde Cochem-Land. 
De gemeenteraad van Beilstein bestaat uit 6 leden. De raad wordt voorgezeten door de burgemeester (Ortsbürgermeister). Omdat er zich voor de burgemeestersverkiezing van 26 mei 2019 geen kandidaten gemeld hadden, bepaalde regelgeving dat de keuze aan de gemeenteraad was. De raad koos in juni 2019 unaniem voor Eugen Herrmann. Bij de verkiezingen van 9 juni 2024 waren er wederom geen kandidaten. De keuze zal hierom wederom aan de gemeenteraad zijn.

## Bezienswaardigheden
Beilstein heeft een van de best behouden historische dorpsgezichten aan de Moezel en wordt hierom ook wel een miniatuur-Rothenburg of Doornroosje aan de Moezel genoemd. De ruïne van Burg Metternich, vernoemd naar het adellijke geslacht Metternich, torent uit boven het dorp.
De Sint-Jozefkerk in Beilstein is een voormalige kloosterkerk van de karmelieten en is sinds de secularisatie de parochiekerk van de plaats. In de barokke kerk wordt de Zwarte Madonna van Beilstein vereerd, een Mariabeeld uit de 12e-13e eeuw dat vermoedelijk afkomstig is uit Spanje.  